# Tagadžó
Tagadžó (japonsky 多賀城市,  Tagadžó-ši) je město v prefektuře Mijagi v Japonsku. Jeho celková rozloha činí 19,64 km2. K 1. červnu 2020 zde žilo asi 62 900 obyvatel, hustota zalidnění tedy činí 3200 obyvatel na km2. Město bylo pojmenováno podle hradu Taga, jenž byl v období Nara administrativním centrem provincie Mucu.

## Geografie
Tagadžó se rozkládá asi 350 km severně od Tokia na pobřežní rovině na východě centrální části prefektury Mijagi, jejíž východní hranici tvoří Tichý oceán.

### Sousední města
- Rifu
- Sendai
- Šičigahama
- Šiogama

## Historie

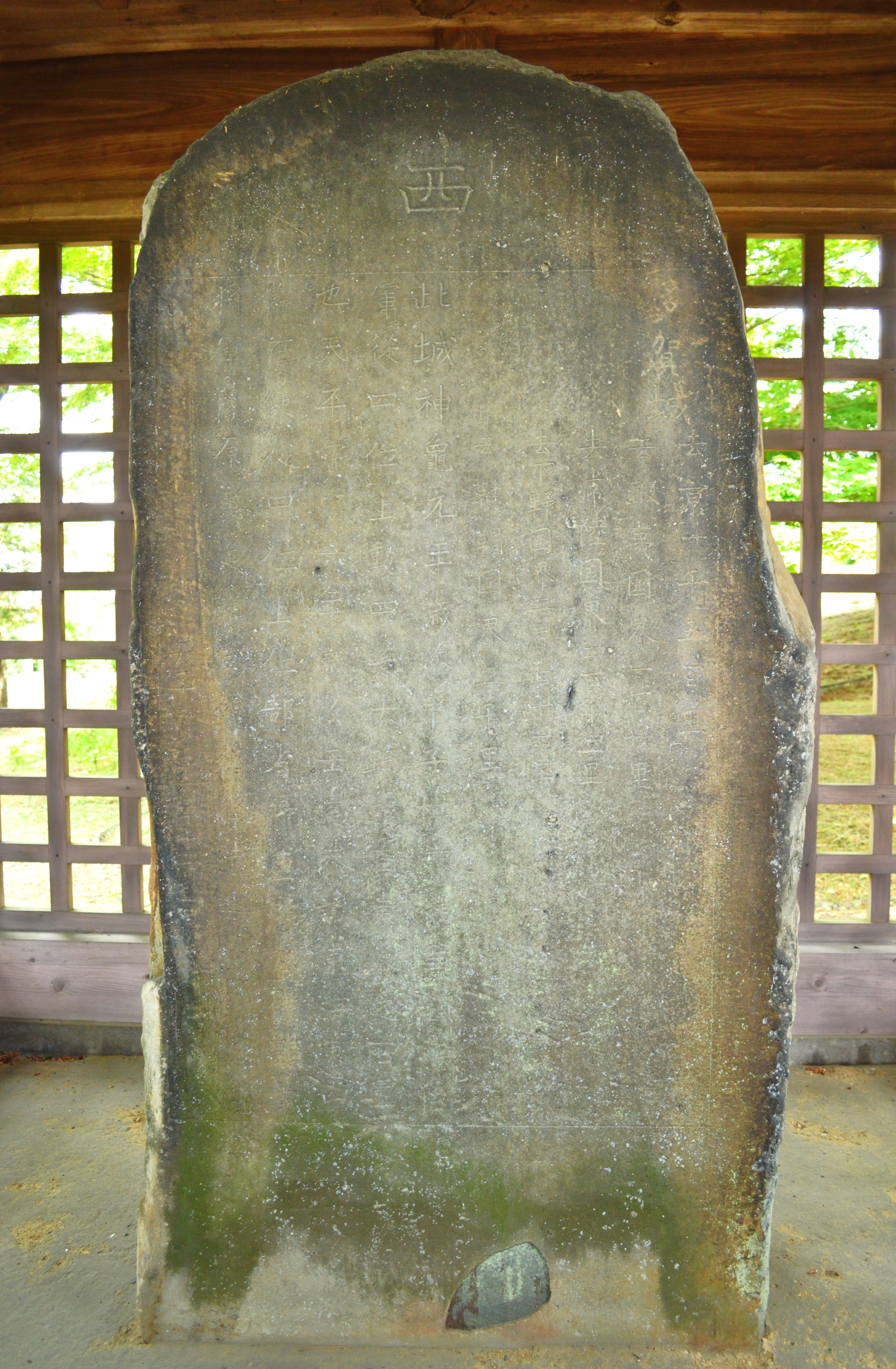
Stéla Tagadžóhi neboli Památník hradu Taga

Oblast dnešního Tagadžó byla součástí starověké provincie Mucu a přinejmenším od období Džómon byla osídlena příslušníky národa Emiši. Podle japonského textu Šoku Nihongi se po obrovském zemětřesení v roce 715 do zdejší oblasti přistěhovalo značné množství lidí z jihu oblasti Kantó, Ve vnitrozemí tak vznikla četná opevněná sídla. 
V roce 724 založil generál Azumabito Ono ve službách císařské dynastie hradní pevnost Taga poblíž dnešního města Sendai. Úkolem tohoto císařského vojenského centra bylo získat kontrolu nad celou oblastí a chránit japonské přistěhovalce, kolonisty před útoky bojovníků Emiši. Pevnost, zamýšlená původně jako prozatímní hlavní město provincie Mucu, se stala největší administrativní pevností v severovýchodní oblasti Mičinoku. Mohutné zemětřesení Džógan s následnou tsunami v roce 869 způsobily rozsáhlé záplavy na planině Sendai a zničily město Tagadžó. Archeologické výzkumy objevily pod dnešním městem pozůstatky budov z 8. a 9. století, jež byly překryty sedimenty datovanými do poloviny 10. století.
V posledním století Období Heian ovládal zdejší oblast rod Severních Fudžiwarů. Během období Sengoku o ni soupeřily různé samurajské rody, načež se v období Edo za Tokugawského šógunátu dostala pod správu rodu Date. 
V souvislosti s vytvářením systému obcí na začátku období Meidži byla 1. dubna 1889 založena i moderní vesnice Tagadžó. Od roku 1945 do roku 1954 se zde nacházela základna Armády Spojených států, Camp Loper. Povýšení na městečko se Tagadžó dočkalo 1. července 1951. V polovině 60. let 20. století bylo vzhledem ke své blízkosti k přístavu Sendai označeno za průmyslovou rozvojovou zónu, načež bylo 1. listopadu 1971 prohlášeno za město. 

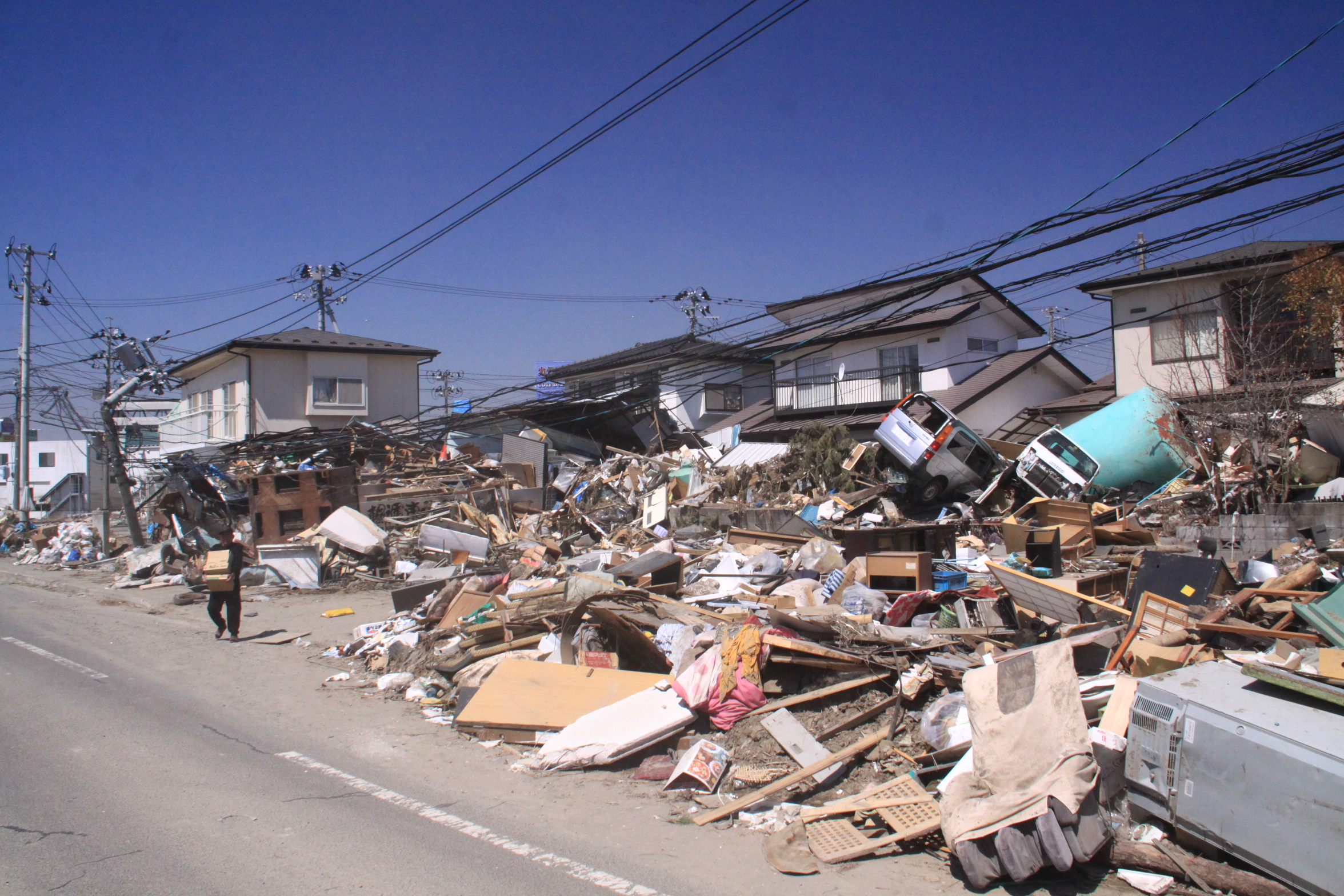
Škody způsobené tsunami v Tagadžó

V březnu 2011 bylo Tagadžó vážně postiženo vlnou tsunami způsobenou zemětřesením v Tóhoku 2011. Tato katastrofa si vyžádala 188 lidských obětí.